# Óttarr Proppé
Óttarr Proppé (Reiquiavique, 7 de novembro de 1968) é um político, músico e ator islandês, do partido Futuro Luminoso.